# Homostola pardalina
Homostola pardalina là một loài nhện trong họ Cyrtaucheniidae. Loài này phân bố ờ Nam Phi.